# Långhornad lundpuckeldansfluga
Långhornad lundpuckeldansfluga (Oedalea flavipes) är en tvåvingeart som beskrevs av Zetterstedt 1842. Långhornad lundpuckeldansfluga ingår i släktet Oedalea och familjen puckeldansflugor. Arten är reproducerande i Sverige. Inga underarter finns listade i Catalogue of Life.